# Maksim Piskunov
Maksim Piskunov (né le 10 octobre 1997) est un coureur cycliste russe. Spécialiste de la piste, il est notamment vice-champion d'Europe de course par élimination  en 2017.

## Biographie
Le 24 juin 2022, il est suspendu deux ans pas la Fédération russe pour une violation de la procédure de fourniture d'informations sur la localisation.

## Palmarès sur piste

### Championnats du monde
- Apeldoorn 2018
  - 16e du scratch[2]
- Pruszków 2019
  - 16e du scratch

### Championnats du monde juniors
- Astana 2015
  -  Médaillé d'argent de l'américaine
  -  Médaillé de bronze de la poursuite par équipes

### Championnats d'Europe
| Édition / Épreuve          | Kilomètre | Poursuite par équipes                                        | Scratch | Américaine                  | Élimination |
| Athènes 2015 (juniors)     | Argent    | Or (avec Sergey Rostovtsev, Dmitrii Markov et Maksim Sukhov) | Argent  | Or (avec Dmitrii Markov)    |             |
| Montichiari 2016 (espoirs) |           |                                                              |         | Or (avec Sergey Rostovtsev) |             |
| Anadia 2017 (espoirs)      |           |                                                              | Bronze  | Argent                      | Bronze      |
| Berlin 2017                |           |                                                              |         |                             | Argent      |

### Championnats nationaux
- 2015
  -  Champion de Russie de poursuite par équipes juniors (avec Maksim Sukhov, Sergey Rostovtsev et Dmitrii Markov)
- 2016
  -  Champion de Russie de l'américaine (avec Sergei Rostovtsev)
- 2017
  -  Champion de Russie de l'américaine (avec Denis Nekrasov)

## Palmarès sur route

### Par années
- 2017
  - 8e étape de la Friendship People North-Caucasus Stage Race
- 2018
  - 4e étape du Tour de Cartier
  - 3e et 4e étapes des Summer Spartan Youth Races
  - 1re étape du Tour du Costa Rica
- 2019
  - 10e étape du Tour du Maroc
  - 4e étape du Tour de Mersin
  - 3e étape des Cinq anneaux de Moscou
  - 3e de la Minsk Cup
- 2020
  - Grand Prix Antalya
  - 2e étape du Tour de Mevlana
  - 2e du Tour de Mevlana

### Classements mondiaux
| Année           | 2017   | 2018   | 2019 |
| --------------- | ------ | ------ | ---- |
| UCI Europe Tour | 1 776e | 1 431e | 709e |